# Американское энтомологическое общество
Американское энтомологическое общество (англ. American Entomological Society) — основанное 1 марта 1859 года (изначально как Энтомологическое общество Филадельфии) старейшее непрерывно действующее энтомологическое общество в Западном Полушарии и одно из старейших в США. Штаб-квартира в Филадельфии, Пенсильвания. Дважды меняло свое название. Публикует газеты и журналы Entomological News, Transactions of the American Entomological Society, и Memoirs of the American Entomological Society.